# Tütchenrode

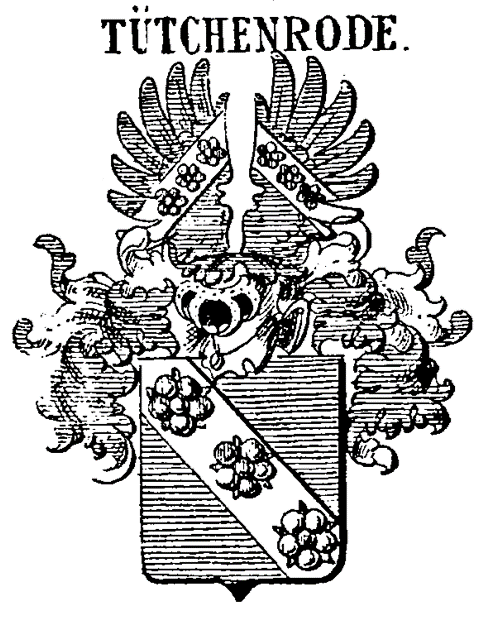
Wappen derer von Tütchenrode bei Johann Siebmacher

Tütchenrode, auch Tütgerode oder Tittichenrode, ist ein erloschenes Adelsgeschlecht in Thüringen.

## Geschichte
Die Familie von Tütchenrode stammt aus Dittichenrode im nördlichen Thüringen, heute Sachsen-Anhalt. 1251 wird erstmals ein Heinrich von Tütchenrode erwähnt. Später gehörten sie zu den Lehnsleuten der Grafen zu Stolberg. Sie starben am 2. März 1576 mit dem Tod von Hans Friedrich von Tütchenrode aus.

## Besitzungen
- Bendeleben (Tütchenroder Freihof), zu Beginn des 16. Jahrhunderts Verkauf an Heinrich und Hermann von Bendeleben
- Breitungen (Dittichenröder Freihof), Rothenburg (Kyffhäuser) und Uftrungen

## Persönlichkeiten
- Curt von Tütchenrode († um 1540), schloss sich Thomas Müntzer im Bauernkrieg an
- Hans Friedrich von Tütchenrode († 1576), letzter Besitzer der Rothenburg

## Wappen
Blasonierung: In Blau ein silberner mit drei roten Rosen belegter Schrägrechtsbalken. Auf dem Helm ein offener blauer Flug, dessen linker Flügel schräglinks, der andere schrägrechts mit dem Rosenbalken belegt ist. Die Helmdecken sind blau-silbern.